# Heteromurus nitidus
Espèce
Synonymes
- Podura nitida Templeton, 1836 (protonyme)

Heteromurus nitidus est une espèce de collemboles de la famille des Orchesellidae.

## Distribution
Cette espèce se rencontre en zone holarctique avec de plus une observation au Chili, une en Argentine et une en Nouvelle-Zélande.

## Description

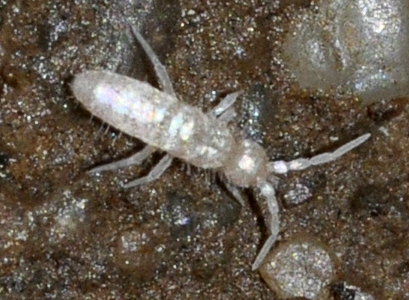
Heteromurus nitidus

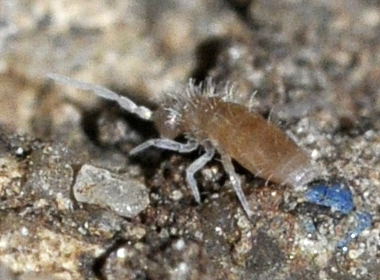
Heteromurus nitidus

Cette espèce mesure 2,3 millimètres.

## Publication originale
- Templeton & Westwood, 1836 : Thysanurae Hibernicae or descriptions of such species of spring-tailed insects (Podura and Lepisma Linn.) as have been observed in Ireland. Transactions of the Entomological Society of London, vol. 1, p. 89-98 (texte intégral).